# Plagiotremus laudandus
Plagiotremus laudandus és una espècie de peix de la família dels blènnids i de l'ordre dels perciformes.

## Subespècies
- Plagiotremus laudandus flavus (Smith-Vaniz, 1976)
- Plagiotremus laudandus laudandus (Whitley, 1961)